# Boxed In
Boxed In (engl. umgangssprachlich für „in der Kiste“, auch „umzingelt“, „unterlegen“) ist ein Jazzalbum von Daniel Casimir. Die um 2020/21 entstandenen Aufnahmen erschienen am 5. November 2021 beim Label Jazz Re:Freshed bzw. auf der Plattform Bandcamp. Dies ist Casimirs zweite Veröffentlichung unter seinem eigenen Namen, nach der EP Escapee aus dem Jahr 2017.

## Hintergrund
Der Bassist Daniel Casimir ist im britischen Jazz insbesondere in der „alternativen“ Londoner Szene aktiv; so war er etwa an den bisherigen Aufnahmen der Tenorsaxophonistin Nubya Garcia beteiligt. Garcia revanchierte sich auf Boxed In; das akustische Quintett um Casimir wird von drei weiteren Musikerkollegen aus London vervollständigt – dem Trompeter James Copus, dem Pianisten Al Macsween und dem Schlagzeuger Moses Boyd; hinzu kam ein elfköpfiges Streicher- und Bläserensemble. Auf drei Tracks ist die Nubiyan Twist-Sängerin Ria Moran zu hören. Aufgrund von Problemen in der Lieferkette und Importproblemen ist die Vinyledition erst am 27. Mai 2022, mehr als ein nach der Veröffentlichung des digitalen Albums, erschienen.

## Titelliste
- Daniel Casimir: Boxed In

1. Safe (Part 1) 7:07
2. Boxed In 7:18
3. New Waters 3:59
4. Your Side 7:45
5. Safe (Part 2) 6:34
6. Get Even 7:48
7. Safe (Part 3) 6:17
8. Into the Truth 2:08
9. The Truth 5:05
10. Rewind the Time 4:45
11. Outro 6:46

Die Kompositionen stammen von Daniel Casimir.

## Rezeption
Nach Ansicht von Chris May, der das Album in All About Jazz rezensierte, sei Casimir ein ehrgeizig konzipiertes, außergewöhnlich gutes Debütalbum unter eigenem Namen gelungen. Dies sei weder orchestraler Jazz, wie er allgemein verstanden wird, noch sei es eine typische Sache mit Streichern, wie etwa wie Clifford Brown With Strings (EmArcy, 1955). Der Bezugspunkt dieser Musik sei näher an Stan Getz’ Focus (Verve, 1961) insofern, als die Streicher-Arrangements ebenso faszinierend sind wie die darin verwobenen Soli. Aber dies sei aus einem anderen Holz geschnitzt, das mehr der Film- und Fernsehmusik als den zeitgenössisch-klassischen Komponisten zu verdanken wäre, die Getz’ Arrangeur Eddie Sauter inspiriert hatten, so der Autor. Boxed Ins Suite in einer Suite, „Safe“, swinge zum Beispiel mit den aufgewühlteren Teilen von Geoffrey Burgons Partitur für BBC-Fernseh-Adaption von John le Carrés Roman Tinker Tailor Soldier Spy (1979) mit, obwohl dies wahrscheinlich eher zufällig sei.

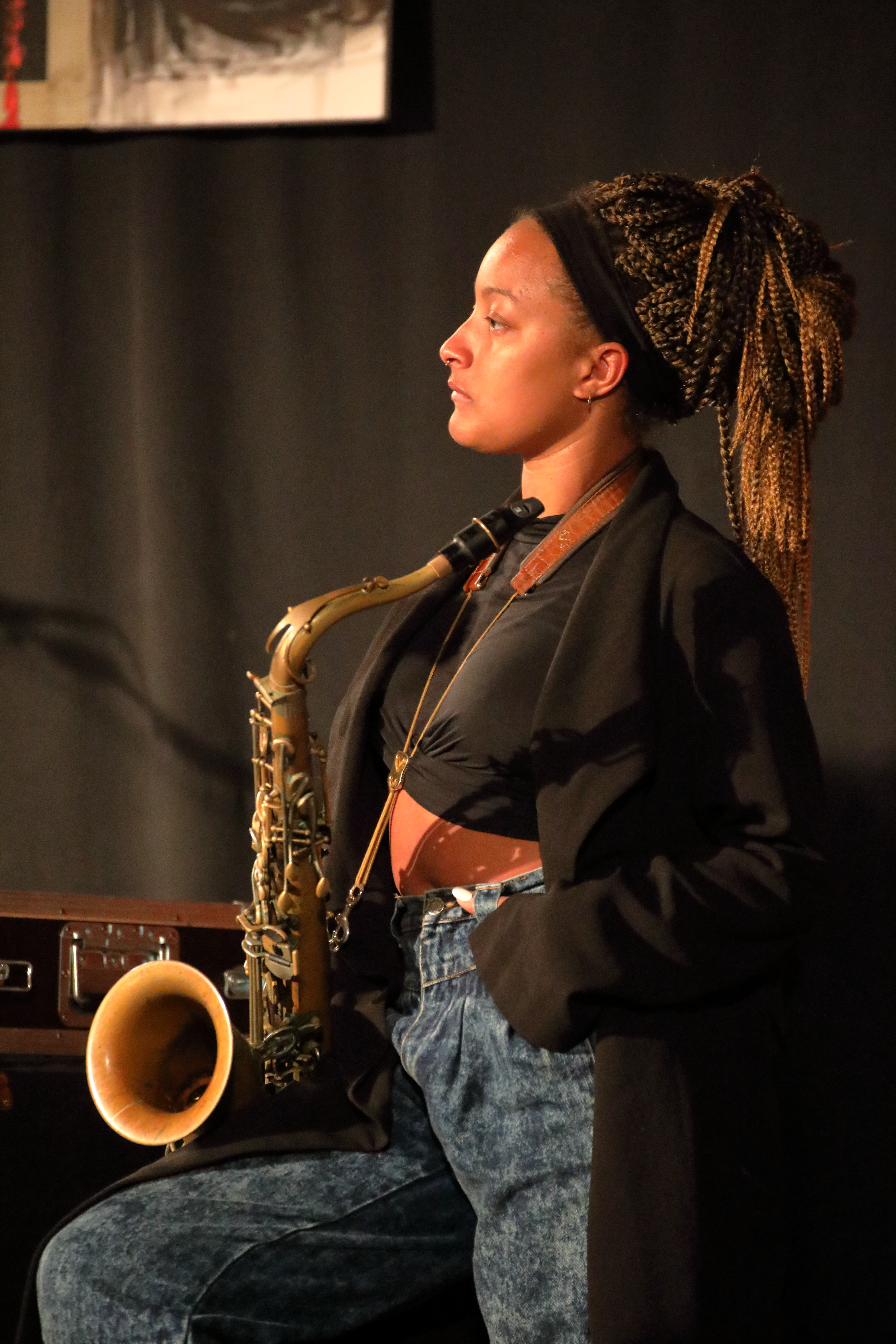
Nubya Garcia bei INNtöne Jazzfestival 2019

Eddie Myer schrieb in Jazzwise, der explosive Opener „Safe“ kombiniere üppige Streicher und Holzbläser mit Moses Boyds typischen Rhythmen und einem druckvollen Bass-Ostinato, während Nubyas unverwechselbares Tenorsaxophon mit aufregender Wirkung über die Bühne schwebe. An anderer Stelle gebe es einige großartige Solobeiträge des stets herausragenden James Copus, und Garcia zeige ihre Vielseitigkeit mit ihren betörend sanften Erkundungen in „Your Side“. Die Kompositionen würden eine prägnante melodische und rhythmische Direktheit aufweisen, die auf Casimirs Begeisterung für Motown in seiner Jugend zurückgehe: „The Truth“ habe einen verführerischen Backbeat und ein schwindendes Flöten- und Blechbläser-Arrangement, das zu Marvin Gayes Musik der 1970er-Jahre gepasst hätte, bevor es ein bravouröses Solo von Al MacSween einleitet. In „New Waters“ werde Bassgitarre und Elektronik eingeführt, um eine reibungslos fesselnde Nu-Jazz-Kulisse für Ria Morans gehauchten Gesang zu schaffen, und ihre weiteren Beiträge zu „Rewind the Time“ und „Get Even“ verliehen dem Album eine der Popmusik ähnliche Zugänglichkeit, die den Ehrgeiz der Arrangements ausgleiche.
Phil Freeman meinte in Stereogum, das Titelstück sei so etwas wie eine stampfende Fanfare, die sich anhöre, als könnte es das Thema eines klassischen Fernsehdramas aus den 1990er-Jahren von Aaron Sorkin sein. Boyd lege hier einen treibenden Rhythmus vor, Macsween und Casimir erzeugten einen dicken Groove, und die Bläser und Streicher rauschen hinter den beiden Frontline-Spielern, während sie Soli austauschen, hin und her wie zwei EmCees, die ständig versuchen, sich gegenseitig zu überbieten.
Boxed In errang als bestes Album des Jahres 2022 einen Parliamentary Jazz Award.

## Zusätzliche Instrumentierung
Sean Gibbs: Trompete; Tom Dunnet: Posaune; Rosie Turton: Posaune; Andy Davies: Trompete; Faye MacCalman: Klarinette; Samuel Rapley: Klarinette; Gareth Lockrane: Flöte; Julia Dos Reis: Bratsche; Miranda Lewis: Cello; Rebekah Reid: Violine; Rhiannon Dimond: Violine.